# 着陸復行

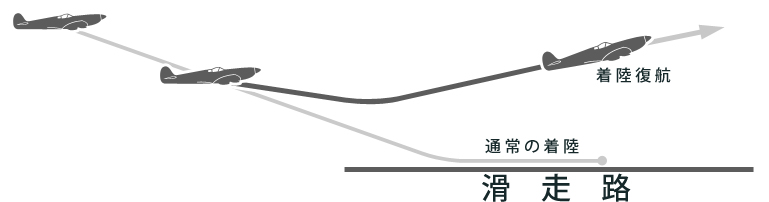
着陸復行

着陸復行または着陸復航（ちゃくりくふっこう）とは、VFR、IFRを問わず航空機が着陸もしくはそのための進入の継続を断念し、上昇体制に移ること。ゴーアラウンド（Go-around） とも言われる。

## 概要

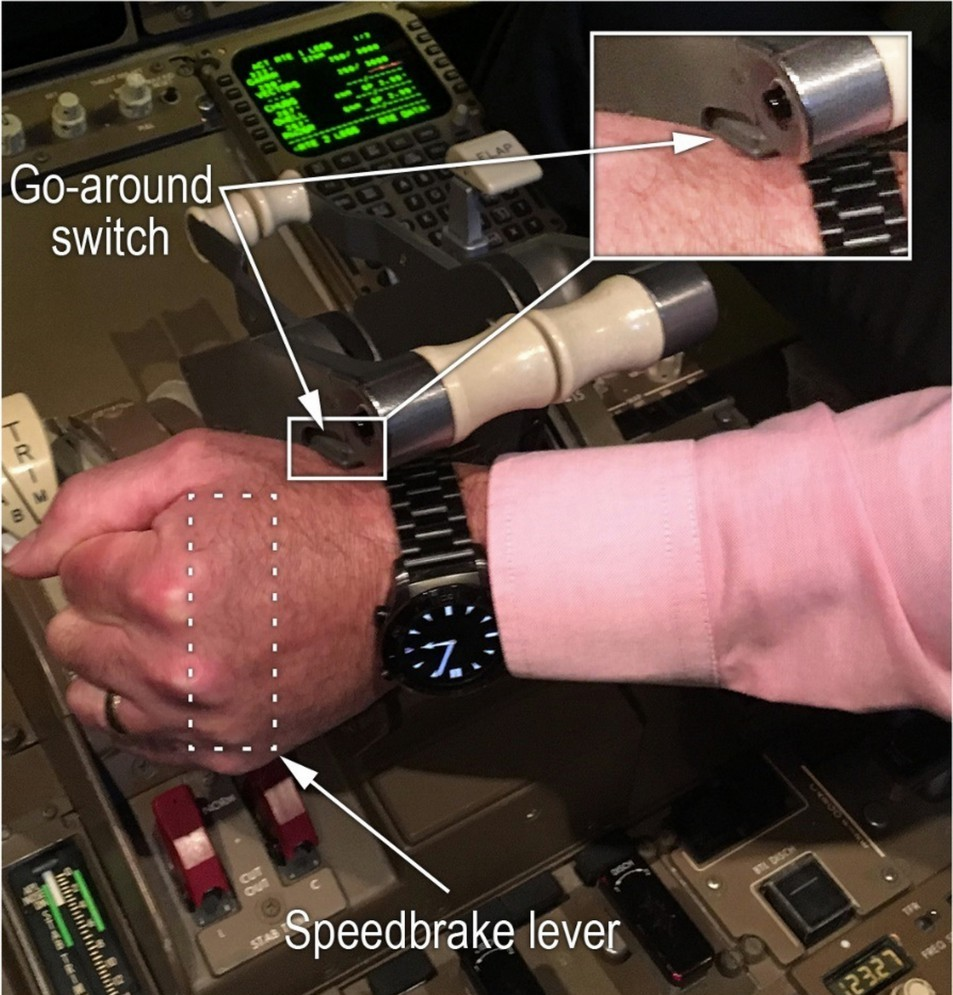
ボーイング767のスピードブレーキと復航モードのスイッチの位置関係

パイロットが自身の判断で行うことも、また、管制官が滑走路又は航空交通の状況等の事由により到着機の進入継続が安全でないと判断される場合に指示を行うこともある。「着陸復航」と記述されることもある。単に「復行」と言った場合には進入復行ではなく着陸復行を指すことが多い。
極端に接地点が奥にいってしまった為にそこから再上昇しても、タッチアンドゴーとは言わずに着陸復行になる。
海軍航空隊ではゴーアラウンド（Go-around）ではなくウェーブ・オフ（Wave off）と呼称する。
近年の旅客機では、オートスロットルを利用して上昇可能な推力までスロットルを動かして加速する一連の手順をTO/GAスイッチ（Takeoff/Go-around switch）を押すだけで自動的に行う機能を搭載している機種もあるが、誤ってスイッチが押され着陸復行モードに移行したことにより空間識失調が引き起こされ墜落した事例もある（アトラス航空3591便墜落事故）。
操作ミスを減らすためオートランド作動中にTO/GAスイッチを押すと着陸モードが解除され、着陸復行モードに移行する。
着陸復行を決定できる限界高度があるため、対地接近警報装置には「decision height」「decide」など音声で知らせる機能がある。

## 進入復行
進入復行（しんにゅうふっこう）とは、計器飛行方式により進入中の航空機において、その進入の継続を断念し、公示された進入復行方式、もしくは事前通報された進入復行方式にしたがって飛行する方法のこと。ミストアプローチ（Missed-Approach）ともいう。
進入復行経路（方式）は計器進入方式ごとに定められており、普通は 超短波全方向式無線標（VOR）・距離測定装（DME）や、無指向性無線標識（NDB）上空などでの旋回待機（ホールド）で終了する。着陸のために再び進入するには、管制官の進入許可が必要。
計器進入方式による進入許可には、進入復行の許可が含まれる。

## 着陸復行、進入復行が行われる場合

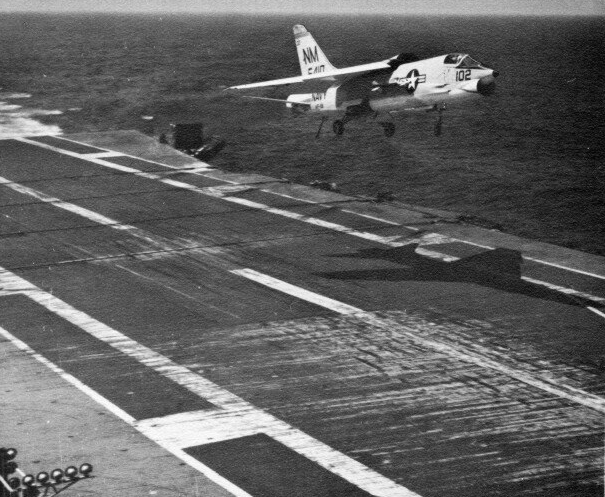
空母への着艦を中止し着艦復行（Wave-off）するF-8

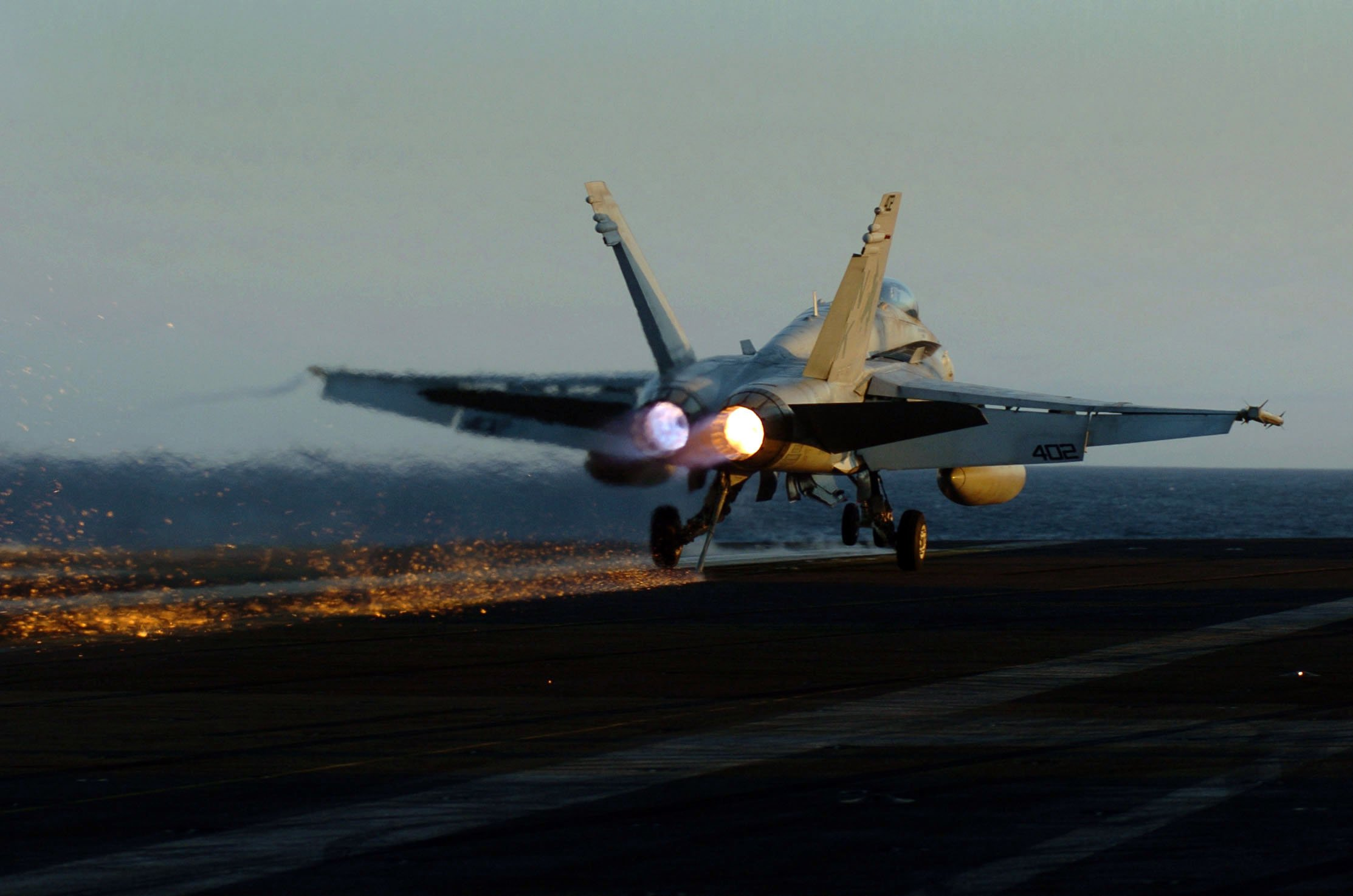
フックが引っかからず着艦復行するF/A-18

着陸復行・進入復行は管制官の指示による場合と、機長の判断によって行われる場合がある。
- 一定の高度（ディシジョン・ハイト）まで降下しても、視界不良で滑走路が見えない場合[4]。
- 背風（テイルウインド）または横風（クロスウインド）で、安全な着陸が見込めない場合[5]。
- 滑走路上に障害物や離陸機、先行着陸機との管制間隔を確保できないと判断した場合。
- 空母に着艦する際は基本的にパイロットではなく、飛行甲板上の責任者（エアボス）から独立した着艦信号士官（LSO）が判断を下す。パイロットはLSOが操作する光学着艦装置の着艦復行ライト（Wave-off lights）が点滅した場合、着艦を中止し即座に復行する。アレスティング・フックがアレスティング・ワイヤーに引っかからないなど着艦失敗（ボルター）の際には自己判断で着艦復行を行う。